# Autoroute A-73 (Espagne)
Pour les articles homonymes, voir A73.
L'autoroute A-73 est une autoroute en projet qui relie Burgos à Aguilar de Campoo dans la communauté de Castille et Léon. Elle relie entre autres l'autoroute espagnole A-67 à la rocade de Burgos BU-30.
Elle va doubler la N-627 en suivant son tracé.
Elle va permettre de donner une alternative à l'axe Madrid-Cantabrie par les autoroutes A-6, A-62 et A-67 par un trajet direct reliant dans l'axe Madrid-Burgos-Aguilar de Campoo via les autoroutes A-1, A-73 et A-67 jusqu'à Santander.

De plus elle va permettre d'améliorer les moyens de communications entre Burgos et Santander et son port pour développer le flux de marchandise et de passagers (Ferry Santander - Plymouth)  venant de la côte Cantabrique.

## Tracé
- L'A-73 va commencer au nord de Burgos en se détachant de la rocade de Burgos (BU-30) où elle va doubler peu à peu la N-627.
- Elle va continuer vers le nord jusqu'à Aguilar de Campoo où elle va bifurquer la A-67 (Palencia - Santander).

## Référence
- Nomenclature